# Eiskunstlauf-Weltmeisterschaften 2009
Die 99. Eiskunstlauf-Weltmeisterschaften fanden vom 22. bis 29. März 2009 in Los Angeles (USA) statt. Veranstaltungsort war das Staples Center.
Am 19. September 2006 gab die Internationale Eislaufunion (ISU) die kalifornische Metropole als Ausrichter bekannt. Insgesamt waren 216 Läufer aus 52 Ländern für die Veranstaltung gemeldet. Montenegro kam neu als offizielles Mitglied der ISU hinzu. Brasilien und Irland nahmen zum ersten Mal in der Geschichte der Welttitelkämpfe teil.

## Bilanz

### Medaillenspiegel
| Platz | Land                | Gold | Silber | Bronze | Gesamt |
| ----- | ------------------- | ---- | ------ | ------ | ------ |
| 1     | Vereinigte Staaten  | 1    | 1      | –      | 2      |
| 2     | Russland            | 1    | –      | 1      | 2      |
| 3     | Deutschland         | 1    | –      | –      | 1      |
| 3     | Südkorea            | 1    | –      | –      | 1      |
| 5     | Kanada              | –    | 2      | 1      | 3      |
| 6     | Volksrepublik China | –    | 1      | –      | 1      |
| 7     | Frankreich          | –    | –      | 1      | 1      |
| 7     | Japan               | –    | –      | 1      | 1      |

### Medaillengewinner
| Konkurrenz | Gold                              | Silber                          | Bronze                            |
| ---------- | --------------------------------- | ------------------------------- | --------------------------------- |
| Herren     | Evan Lysacek                      | Patrick Chan                    | Brian Joubert                     |
| Damen      | Kim Yu-na                         | Joannie Rochette                | Miki Andō                         |
| Paare      | Aljona Savchenko / Robin Szolkowy | Zhang Dan / Zhang Hao           | Juko Kawaguti / Alexander Smirnow |
| Eistanz    | Oxana Domnina / Maxim Schabalin   | Tanith Belbin / Benjamin Agosto | Tessa Virtue / Scott Moir         |

## Ergebnisse
- Pkt. = Punkte
- KP = Kurzprogramm
- K = Kür
- PT = Pflichttanz
- OT = Originaltanz

### Herren
| Platz              | Sportler               | Land                    | Pkt.   | KP | K  |
| ------------------ | ---------------------- | ----------------------- | ------ | -- | -- |
| 1                  | Evan Lysacek           | Vereinigte Staaten      | 242,23 | 2  | 1  |
| 2                  | Patrick Chan           | Kanada                  | 237,58 | 3  | 2  |
| 3                  | Brian Joubert          | Frankreich              | 235,97 | 1  | 3  |
| 4                  | Tomáš Verner           | Tschechien              | 231,71 | 4  | 4  |
| 5                  | Samuel Contesti        | Italien                 | 226,97 | 6  | 5  |
| 6                  | Takahiko Kozuka        | Japan                   | 222,18 | 5  | 7  |
| 7                  | Nobunari Oda           | Japan                   | 218,16 | 7  | 8  |
| 8                  | Denis Ten              | Kasachstan              | 211,43 | 17 | 6  |
| 9                  | Brandon Mroz           | Vereinigte Staaten      | 207,19 | 8  | 13 |
| 10                 | Andrei Lutai           | Russland                | 204,99 | 15 | 9  |
| 11                 | Jeremy Abbott          | Vereinigte Staaten      | 204,67 | 10 | 10 |
| 12                 | Vaughn Chipeur         | Kanada                  | 202,08 | 12 | 12 |
| 13                 | Sergei Woronow         | Russland                | 202,04 | 9  | 14 |
| 14                 | Kevin van der Perren   | Belgien                 | 198,35 | 14 | 15 |
| 15                 | Takahito Mura          | Japan                   | 194,97 | 13 | 16 |
| 16                 | Yannick Ponsero        | Frankreich              | 193,84 | 11 | 17 |
| 17                 | Jeremy Ten             | Kanada                  | 193,16 | 21 | 11 |
| 18                 | Adrian Schultheiss     | Schweden                | 186,43 | 18 | 18 |
| 19                 | Javier Fernández López | Spanien                 | 183,55 | 20 | 19 |
| 20                 | Kristoffer Berntsson   | Schweden                | 182,31 | 16 | 20 |
| 21                 | Gregor Urbas           | Slowenien               | 167,71 | 22 | 21 |
| 22                 | Anton Kowalewskyj      | Ukraine                 | 165,73 | 19 | 23 |
| 23                 | Przemysław Domański    | Polen                   | 161,66 | 24 | 22 |
| 24                 | Igor Macypura          | Slowakei                | 158,86 | 23 | 24 |
| Kür nicht erreicht |                        |                         |        |    |    |
| 25                 | Peter Liebers          | Deutschland             | 56,73  | 25 |    |
| 26                 | Jamal Othman           | Schweiz                 | 56,32  | 26 |    |
| 27                 | Ari-Pekka Nurmenkari   | Finnland                | 55,60  | 27 |    |
| 28                 | Wu Jialiang            | Volksrepublik China     | 55,43  | 28 |    |
| 29                 | Viktor Pfeifer         | Österreich              | 54,01  | 29 |    |
| 30                 | Elliot Hilton          | Vereinigtes Königreich  | 53,35  | 30 |    |
| 31                 | Tigran Vardanjan       | Ungarn                  | 53,15  | 31 |    |
| 32                 | Zoltán Kelemen         | Rumänien                | 49,34  | 32 |    |
| 33                 | Damjan Ostojič         | Bosnien und Herzegowina | 47,27  | 33 |    |
| 34                 | Luis Hernández         | Mexiko                  | 46,11  | 34 |    |
| 35                 | Alper Uçar             | Türkei                  | 45,57  | 35 |    |
| 36                 | Maxim Shipov           | Israel                  | 44,85  | 36 |    |
| 37                 | Kevin Alves            | Brasilien               | 44,51  | 37 |    |
| 38                 | Pao Charles Shou-San   | Chinesisch Taipeh       | 43,89  | 38 |    |
| 39                 | Kim Min-seok           | Südkorea                | 43,28  | 39 |    |
| 40                 | Beka Schanqulaschwili  | Georgien                | 42,80  | 40 |    |
| 41                 | Boris Martinec         | Kroatien                | 42,37  | 41 |    |
| 42                 | Mikael Redin           | Schweiz                 | 42,29  | 42 |    |
| 43                 | Alexandr Kazakov       | Belarus                 | 40,74  | 43 |    |
| 44                 | Justin Pietersen       | Südafrika               | 40,39  | 44 |    |
| 45                 | Georgi Kentschadse     | Bulgarien               | 39,90  | 45 |    |
| 46                 | Mark Webster           | Australien              | 37,35  | 46 |    |
| 47                 | Andrew Huertas         | Puerto Rico             | 36,91  | 47 |    |
| 48                 | Gegham Vardanyan       | Armenien                | 34,87  | 48 |    |
| 49                 | Saulius Ambrulevičius  | Litauen                 | 34,68  | 49 |    |
| 50                 | Michael Dimalanta      | Philippinen             | 27,53  | 50 |    |

Datum: Donnerstag, 25. März 2009, 17:00 Uhr (Kurzprogramm) und Freitag, 27. März 2009, 1:35 Uhr (Kür)

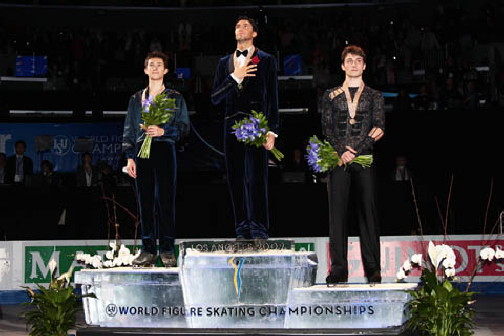
Podium der Herren: Patrick Chan, Evan Lysacek, Brian Joubert (von links)

### Damen
| Platz              | Sportlerin                | Land                   | Pkt.   | KP | K  |
| ------------------ | ------------------------- | ---------------------- | ------ | -- | -- |
| 1                  | Kim Yu-na                 | Südkorea               | 207,71 | 1  | 1  |
| 2                  | Joannie Rochette          | Kanada                 | 191,29 | 2  | 3  |
| 3                  | Miki Andō                 | Japan                  | 190,38 | 4  | 2  |
| 4                  | Mao Asada                 | Japan                  | 188,09 | 3  | 4  |
| 5                  | Rachael Flatt             | Vereinigte Staaten     | 172,41 | 7  | 5  |
| 6                  | Laura Lepistö             | Finnland               | 170,07 | 6  | 7  |
| 7                  | Aljona Leonowa            | Russland               | 168,91 | 11 | 6  |
| 8                  | Fumie Suguri              | Japan                  | 164,58 | 9  | 9  |
| 9                  | Sarah Meier               | Schweiz                | 163,37 | 10 | 10 |
| 10                 | Elene Gedewanischwili     | Georgien               | 162,48 | 8  | 11 |
| 11                 | Alissa Czisny             | Vereinigte Staaten     | 159,78 | 14 | 8  |
| 12                 | Carolina Kostner          | Italien                | 153,56 | 5  | 15 |
| 13                 | Susanna Pöykiö            | Finnland               | 153,31 | 12 | 12 |
| 14                 | Ivana Reitmayerová        | Slowakei               | 147,41 | 16 | 13 |
| 15                 | Cynthia Phaneuf           | Kanada                 | 146,09 | 15 | 14 |
| 16                 | Jelena Glebova            | Estland                | 140,02 | 13 | 17 |
| 17                 | Kim Na-young              | Südkorea               | 131,50 | 17 | 21 |
| 18                 | Annette Dytrt             | Deutschland            | 131,15 | 18 | 19 |
| 19                 | Anna Jurkiewicz           | Polen                  | 130,29 | 20 | 16 |
| 20                 | Jenna McCorkell           | Vereinigtes Königreich | 128,67 | 21 | 18 |
| 21                 | Tuğba Karademir           | Türkei                 | 124,31 | 22 | 20 |
| 22                 | Candice Didier            | Frankreich             | 122,08 | 19 | 22 |
| 23                 | Kerstin Frank             | Österreich             | 105,73 | 23 | 23 |
| 24                 | Ana Cecilia Cantu         | Mexiko                 | 101,82 | 24 | 24 |
| Kür nicht erreicht |                           |                        |        |    |    |
| 25                 | Tamar Katz                | Israel                 | 40,62  | 25 |    |
| 26                 | Sonia Lafuente            | Spanien                | 39,04  | 26 |    |
| 27                 | Viktoria Helgesson        | Schweden               | 38,98  | 27 |    |
| 28                 | Liu Chaochih              | Chinesisch Taipeh      | 38,06  | 28 |    |
| 29                 | Gracielle Jeanne Tan      | Philippinen            | 37,74  | 29 |    |
| 30                 | Nella Simaová             | Tschechien             | 37,44  | 30 |    |
| 31                 | Anastasiya Gʻimazetdinova | Usbekistan             | 37,38  | 31 |    |
| 32                 | Emma Hagieva              | Aserbaidschan          | 36,76  | 32 |    |
| 33                 | Cheltzie Lee              | Australien             | 35,46  | 33 |    |
| 34                 | Iryna Mowtschan           | Ukraine                | 35,06  | 34 |    |
| 35                 | Teodora Poštič            | Slowenien              | 33,66  | 35 |    |
| 36                 | Roxana Luca               | Rumänien               | 33,28  | 36 |    |
| 37                 | Tamami Ono                | Hongkong               | 32,70  | 37 |    |
| 38                 | Zanna Pugaca              | Lettland               | 32,42  | 38 |    |
| 39                 | Bianka Pádár              | Ungarn                 | 32,10  | 39 |    |
| 40                 | Isabelle Pieman           | Belgien                | 32,04  | 40 |    |
| 41                 | Sonia Radewa              | Bulgarien              | 31,98  | 41 |    |
| 42                 | Liu Yan                   | Volksrepublik China    | 31,14  | 42 |    |
| 43                 | Victoria Muniz            | Puerto Rico            | 30,94  | 43 |    |
| 44                 | Lejeanne Marais           | Südafrika              | 30,92  | 44 |    |
| 45                 | Charissa Tansomboon       | Thailand               | 29,04  | 45 |    |
| 46                 | Mirna Librić              | Kroatien               | 28,90  | 46 |    |
| 47                 | Maria-Elena Papasotiriou  | Griechenland           | 28,32  | 47 |    |
| 48                 | Beatričė Rožinskaitė      | Litauen                | 28,24  | 48 |    |
| 49                 | Kseniia Jastsenjski       | Serbien                | 27,62  | 49 |    |
| 50                 | Mérovée Ephrem            | Monaco                 | 25,30  | 50 |    |
| 51                 | Stacy Perfetti            | Brasilien              | 25,24  | 51 |    |
| 52                 | Clara Peters              | Irland                 | 23,64  | 52 |    |
| 53                 | Yoniko Eva Washington     | Indien                 | 19,68  | 53 |    |
| Z                  | Sonja Mugoša              | Montenegro             |        |    |    |

Datum: Freitag, 27. März 2009, 16:45 Uhr (Kurzprogramm) und Sonntag, 29. März 2009, 0:00 Uhr (Kür)
Die Siegerin Kim Yu-na übertraf mit 207,71 Wertungspunkten erstmals die 200er-Grenze und stellte einen neuen Weltrekord auf. Bereits im Kurzprogramm setzte sie mit 76,12 Punkten eine inoffizielle Bestmarke.

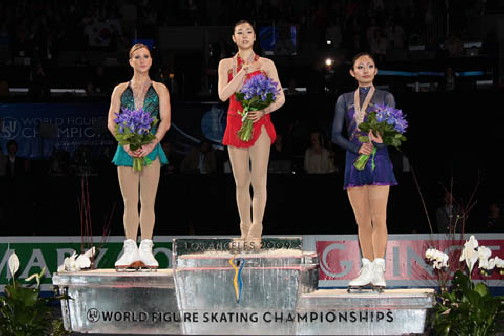
Podium der Damen: Joannie Rochette, Kim Yu-na, Miki Andō (von links)

- Z = Zurückgezogen

### Paare
| Platz              | Sportler                                    | Land                   | Pkt.   | KP | K  |
| ------------------ | ------------------------------------------- | ---------------------- | ------ | -- | -- |
| 1                  | Aljona Savchenko / Robin Szolkowy           | Deutschland            | 203,48 | 1  | 1  |
| 2                  | Zhang Dan / Zhang Hao                       | Volksrepublik China    | 186,52 | 3  | 2  |
| 3                  | Juko Kawaguti / Alexander Smirnow           | Russland               | 186,39 | 2  | 3  |
| 4                  | Pang Qing / Tong Jian                       | Volksrepublik China    | 181,08 | 5  | 4  |
| 5                  | Marija Muchortowa / Maxim Trankow           | Russland               | 177,89 | 4  | 7  |
| 6                  | Tatjana Wolossoschar / Stanislaw Morosow    | Ukraine                | 175,61 | 6  | 5  |
| 7                  | Jessica Dubé / Bryce Davison                | Kanada                 | 172,82 | 7  | 6  |
| 8                  | Meagan Duhamel / Craig Buntin               | Kanada                 | 165,41 | 8  | 8  |
| 9                  | Caydee Denney / Jeremy Barrett              | Vereinigte Staaten     | 156,84 | 10 | 9  |
| 10                 | Mylene Brodeur / John Mattatall             | Kanada                 | 150,05 | 11 | 10 |
| 11                 | Keauna McLaughlin / Rockne Brubaker         | Vereinigte Staaten     | 143,74 | 9  | 12 |
| 12                 | Vanessa James / Yannick Bonheur             | Frankreich             | 139,34 | 17 | 11 |
| 13                 | Stacey Kemp / David King                    | Vereinigtes Königreich | 134,73 | 13 | 13 |
| 14                 | Anaïs Morand / Antoine Dorsaz               | Schweiz                | 131,46 | 12 | 14 |
| 15                 | Maylin Hausch / Daniel Wende                | Deutschland            | 125,96 | 15 | 15 |
| 16                 | Zhang Yue / Wang Lei                        | Volksrepublik China    | 119,24 | 14 | 16 |
| 17                 | Maria Sergejeva / Ilja Glebov               | Estland                | 116,54 | 16 | 17 |
| 18                 | Nicole Della Monica / Yannick Kocon         | Italien                | 108,49 | 18 | 18 |
| 19                 | Joanna Sulej / Mateusz Chruściński          | Polen                  | 106,54 | 19 | 19 |
| 20                 | Jessica Crenshaw / Chad Tsagris             | Griechenland           | 101,87 | 20 | 20 |
| Kür nicht erreicht |                                             |                        |        |    |    |
| 21                 | Ekaterina Sokolova / Fedor Sokolov          | Israel                 | 39,62  | 21 |    |
| 22                 | Amanda Sunyoto-Yang / Darryll Sulindro-Yang | Chinesisch Taipeh      | 37,04  | 22 |    |
| 23                 | Nina Ivanova / Filip Zalevski               | Bulgarien              | 34,58  | 23 |    |
| 24                 | Xenia Oserowa / Alexander Enbert            | Russland               | 34,06  | 24 |    |
| 25                 | Marina Aganina / Dmitri Zobnin              | Usbekistan             | 33,00  | 25 |    |

Datum: Mittwoch, 25. März 2009, 3:00 Uhr (Kurzprogramm) und Donnerstag, 26. März 2009, 3:00 Uhr (Kür)

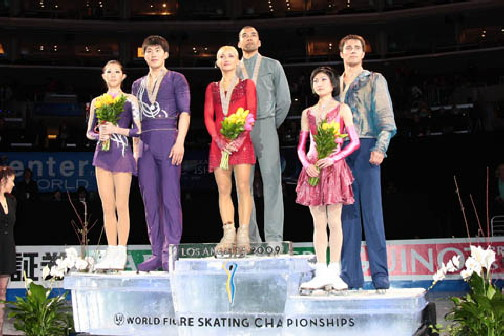
Podium der Paare: Zhang Dan / Zhang Hao, Aljona Savchenko / Robin Szolkowy, Juko Kawaguti / Alexander Smirnow (von links)

### Eistanz
| Platz              | Sportler                               | Land                   | Pkt.   | PT | OT | K  |
| ------------------ | -------------------------------------- | ---------------------- | ------ | -- | -- | -- |
| 1                  | Oxana Domnina / Maxim Schabalin        | Russland               | 206,30 | 1  | 2  | 1  |
| 2                  | Tanith Belbin / Benjamin Agosto        | Vereinigte Staaten     | 205,08 | 2  | 1  | 2  |
| 3                  | Tessa Virtue / Scott Moir              | Kanada                 | 200,40 | 3  | 6  | 4  |
| 4                  | Meryl Davis / Charlie White            | Vereinigte Staaten     | 200,36 | 4  | 3  | 3  |
| 5                  | Nathalie Péchalat / Fabian Bourzat     | Frankreich             | 194,36 | 6  | 4  | 5  |
| 6                  | Jana Chochlowa / Sergei Nowizki        | Russland               | 193,41 | 5  | 5  | 6  |
| 7                  | Sinead Kerr / John Kerr                | Vereinigtes Königreich | 186,07 | 8  | 7  | 7  |
| 8                  | Federica Faiella / Massimo Scali       | Italien                | 182,76 | 7  | 10 | 8  |
| 9                  | Pernelle Carron / Matthieu Jost        | Frankreich             | 178,72 | 9  | 8  | 10 |
| 10                 | Anna Cappellini / Luca Lanotte         | Italien                | 175,70 | 11 | 9  | 11 |
| 11                 | Emily Samuelson / Evan Bates           | Vereinigte Staaten     | 174,76 | 13 | 11 | 9  |
| 12                 | Vanessa Crone / Paul Poirier           | Kanada                 | 173,16 | 10 | 12 | 12 |
| 13                 | Alexandra Zaretski / Roman Zaretski    | Israel                 | 167,53 | 12 | 13 | 14 |
| 14                 | Katherine Copely / Deividas Stagniūnas | Litauen                | 160,00 | 16 | 14 | 13 |
| 15                 | Anna Zadorozhniuk / Sergei Verbillo    | Ukraine                | 154,49 | 15 | 19 | 15 |
| 16                 | Cathy Reed / Chris Reed                | Japan                  | 151,04 | 18 | 15 | 16 |
| 17                 | Carolina Hermann / Daniel Hermann      | Deutschland            | 147,77 | 20 | 16 | 18 |
| 18                 | Kristin Fraser / Igor Lukanin          | Aserbaidschan          | 147,45 | 14 | 18 | 20 |
| 19                 | Zoé Blanc / Pierre-Loup Bouquet        | Frankreich             | 146,08 | 19 | 17 | 19 |
| 20                 | Caitlin Mallory / Kristian Rand        | Estland                | 143,69 | 23 | 21 | 17 |
| 21                 | Lucie Myslivečková / Matěj Novák       | Tschechien             | 142,99 | 17 | 20 | 21 |
| 22                 | Huang Xintong / Zheng Xun              | Volksrepublik China    | 135,85 | 22 | 23 | 22 |
| 23                 | Phillipa Towler-Green / Phillip Poole  | Vereinigtes Königreich | 135,56 | 21 | 22 | 23 |
| 24                 | Joanna Budner / Jan Mościcki           | Polen                  | 124,58 | 24 | 25 | 24 |
| Kür nicht erreicht |                                        |                        |        |    |    |    |
| 25                 | Danielle O’Brien / Gregory Merriman    | Australien             | 59,51  | 27 | 24 |    |
| 26                 | Nikki Georgiadis / Graham Hockley      | Griechenland           | 58,61  | 26 | 26 |    |
| 27                 | Leonie Krail / Oscar Peter             | Schweiz                | 56,78  | 25 | 27 |    |
| 28                 | Emese László / Máté Fejes              | Ungarn                 | 53,39  | 29 | 28 |    |
| 29                 | Ina Demirewa / Juri Kurakin            | Bulgarien              | 52,89  | 28 | 30 |    |
| 30                 | Ksenia Shmirina / Yahor Maistrov       | Belarus                | 51,89  | 30 | 29 |    |

Datum: Dienstag, 24. März 2009, 21:00 Uhr (Pflichttanz), Donnerstag, 26. März 2009, 20:30 Uhr (Originaltanz) und Samstag, 28. März 2009, 2:30 Uhr (Kür)

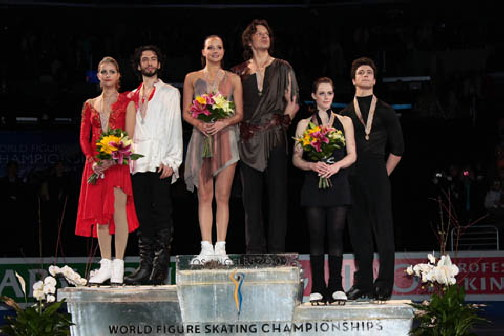
Podium der Eistänzer: Tanith Belbin / Benjamin Agosto, Oxana Domnina / Maxim Schabalin, Tessa Virtue / Scott Moir (von links)